# 精英村
精英村是臺灣南投縣仁愛鄉的一個村，位於該鄉東部塔羅灣溪流域，東依花蓮縣秀林鄉，西接大同與春陽村，南鄰親愛村，北與都達村接壤。該村於1967年6月1日自合作村拆分而成立，村內有廬山（富士）與廬山溫泉:122、138（馬赫坡）等聚落，居民以賽德克族德路固群為主。

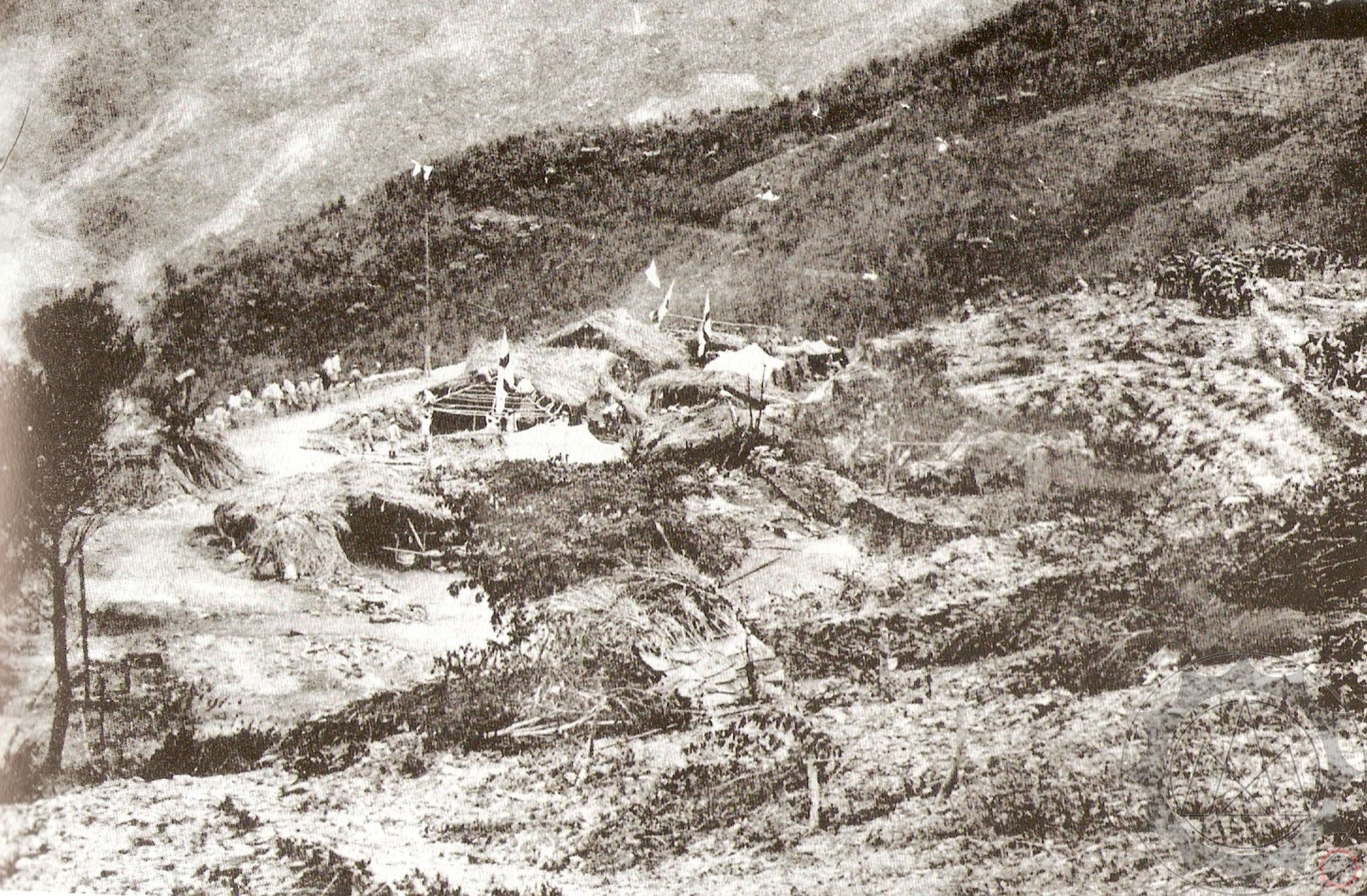
霧社事件中被軍隊佔領的波阿倫社

## 交通動線
- 臺14線（雲龍橋，鄰近原スーク社（斯庫））[2]:104
- 投85線（合作產業道路）

## 設施與景點
| 日治時期原為マヘボ社（馬赫坡）領地，霧社事件後遷移至川中島社。:103 - 廬山吊橋:103、104 - 南投縣政府警察局仁愛分局廬山派出所 - 馬赫坡古戰場（一文字高地） - 南投縣政府警察局廬山警光山莊（2021年裁徹） - 地熱井:97 | 日治時期原為ボアルン社（波阿倫）領地，霧社事件後由部分ブラヤウ社（玻拉瑤）、サード社（莎都）、ブシシカ社與タロワン社（德鹿灣）四部落遷入組成富士社，戰後改稱廬山部落。 - 臺灣基督長老教會賽德克區會廬山教會 - 真耶穌教會臺灣總會西區辦事處廬山教會 - 南投縣立廬山國民小學 - 能高越嶺道屯原登山口 - 七彩吊橋（鄰近原ブガサン社（巴卡散）） - 精英溫泉 |

## 自然景觀
| - 霧社溪（モトド溪） - 塔羅灣溪:95（ブガサン溪，大瀑布） - 馬海濮溪 - 安達溪 | - 母安山（波阿倫富士） - 再生山（安達山） - 卡賀爾山 - 能高山 |